# 安来警察署
安来警察署（やすぎけいさつしょ）は、島根県警察が管轄する警察署の一つである。

## 所在地
- 島根県安来市今津町674番地1

## 管轄区域
- 安来市

## 組織
- 総務課 - 総務係、被害者支援係、警察相談係
- 会計課 - 会計係
- 生活安全課 - 生活安全係
- 地域課 - 地域係、パトロール係
- 刑事課 - 告訴・告発対応係、捜査係、鑑識係
- 交通課 - 交通総務係、交通捜査係
- 警備課 - 警備係

## 警察署所在地
（）の中は所在地。
- 安来警察署所在地（安来市今津町674番地1）

## 駐在所
（）の中は所在地。
- 宇賀荘駐在所（安来市宇賀荘町105番地5）
- 島田駐在所（安来市島田町472番地7）
- 広瀬駐在所（安来市広瀬町広瀬1844番地4）
- 布部駐在所（安来市広瀬町布部209番地6）
- 比田駐在所（安来市広瀬町西比田1302番地2）
- 母里駐在所（安来市伯太町東母里540番地4）
- 井尻駐在所（安来市伯太町井尻790番地24）